# Медаль «За боевые заслуги» (НРБ)
Медаль «За боевые заслуги» (болг. За боева заслуга) учреждена указом от 13 декабря 1950 года.

Медаль чеканилась на Государственном монетном дворе.

## Статут
Для награждения военнослужащих срочной и сверхсрочной службы Болгарской народной армии, Строительных и Транспортных войск, служащих МВД и членов добровольных отрядов за умелую инициативу и смелые действия в мирное и военное время в боевых действиях на фронте или на границе, за защиту независимости и безопасности НРБ и за отвагу на пожаре.
Медаль вручалась до 1991 года.

## Описание медали
Медаль «За боевые заслуги» изготовлена из металла жёлтого цвета и имеет форму правильного круга диаметром 32 мм с выпуклым бортиком.
На аверсе в перевитом лентами венке из пшеничных колосьев изображён боец БНА в шинели и каске, левой рукой прижимающий к груди автомат, правой замахивающийся для броска ручной гранаты. Над ним - пятиконечная звёздочка, внизу - горизонтальная лента.
На реверсе — рельефная пятиконечная звезда и надпись внизу по окружности «ЗА БОЕВА ЗАСЛУГА».
При помощи ушка и кольца медаль прикреплена к пятиугольной колодке, обтянутой тёмно-красной лентой со светло-голубой полоской посередине.